# Natchalnik Kamtchatki
Albums de Kino
46
(1983) Eto ne lioubov
(1985)
Natchalnik Kamtchatki (en russe : Начальник Камчатки), qui signifie « Le chef du Kamtchatka », est un album du groupe soviétique de rock Kino, sorti en 1984. 
Sur les treize morceaux que contient l'album dans sa version de 1984, sept sont en fait des versions plus sophistiquées des pistes déjà entendu dans l'album 46  enregistré par le groupe chez le musicien et ingénieur du son Aleksey Vishnya qui le produit ensuite sans consentement du Kino.
L'album Natchalnik Kamtchatki est produit par Andreï Tropillo et Boris Grebenchtchikov. Grebenchtchikov en outre exerce encore à cette époque une certaine influence sur le style du groupe. 

## Fiche technique
| Natchalnik Kamtchatki | Natchalnik Kamtchatki    | Natchalnik Kamtchatki | Natchalnik Kamtchatki | Natchalnik Kamtchatki | Natchalnik Kamtchatki | Natchalnik Kamtchatki | Natchalnik Kamtchatki | Natchalnik Kamtchatki | Natchalnik Kamtchatki |
| No                    | Titre                    | Durée                 |                       |                       |                       |                       |                       |                       |                       |
| --------------------- | ------------------------ | --------------------- | --------------------- | --------------------- | --------------------- | --------------------- | --------------------- | --------------------- | --------------------- |
| 1.                    | Posledni gueroï          | 2:58                  |                       |                       |                       |                       |                       |                       |                       |
| 2.                    | Kajdouïou notch          | 3:00                  |                       |                       |                       |                       |                       |                       |                       |
| 3.                    | Trankvilizator           | 5:35                  |                       |                       |                       |                       |                       |                       |                       |
| 4.                    | Sioujet dlia novoï pesni | 2:12                  |                       |                       |                       |                       |                       |                       |                       |
| 5.                    | Gost                     | 3:53                  |                       |                       |                       |                       |                       |                       |                       |
| 6.                    | Kamtchatka               | 2:53                  |                       |                       |                       |                       |                       |                       |                       |
| 7.                    | Aria mistera X           | 2:18                  |                       |                       |                       |                       |                       |                       |                       |
| 8.                    | Trolleybus               | 2:25                  |                       |                       |                       |                       |                       |                       |                       |
| 9.                    | Rastopité sneg           | 1:53                  |                       |                       |                       |                       |                       |                       |                       |
| 10.                   | Dojd dlia nas            | 3:22                  |                       |                       |                       |                       |                       |                       |                       |
| 11.                   | Khotchou byt s toboï     | 2:29                  |                       |                       |                       |                       |                       |                       |                       |
| 12.                   | Gueneral                 | 3:29                  |                       |                       |                       |                       |                       |                       |                       |
| 13.                   | Progoulka romantika      | 3:28                  |                       |                       |                       |                       |                       |                       |                       |
| 39:55                 |                          |                       |                       |                       |                       |                       |                       |                       |                       |

| 14. | Tankisty        | 3:42 |
| 15. | Anacha          | 0:37 |
| 16. | Postoï, parovoz | 2:56 |

## Membres du groupe
La formation du groupe n'étant pas stable, plusieurs musiciens invités participent à la création de l'album. Viktor Tsoï joue de la guitare, chante toutes les chansons et fait les chœurs avec Iouri Kasparian et Aleksandr Titov (bassiste d'Aquarium). Iouri Kasparian  joue de la guitare solo et du clavier, alors que Titov joue de la basse et de la caisse claire (dans Trankvilizator). Igor Butman (en) participe avec quelques solos de saxophone.
Le nouveau percussionniste de Kino, Gueorgui Gourianov, bien qu'il soit représenté sur la pochette de l'album, n'a participé qu'à l’enregistrement de Progoulka romantika [Promenade d'un homme romantique]. Dans d'autres morceaux (Trolleybus, Kajdouïou notch) les percussions sont assurées par le batteur d'Aquarium Piotr Trochtchenkov (Пётр Трощенков) et Yevgueni Gouberman (Евгений Губерман). Le violoncelliste d'Aquarium Vsevolod Gakkel (Всеволод Гаккель) en plus du violoncelle joue de la batterie dans le morceau Gueneral. Sergueï Kouriokhine du groupe Pop-Mekhanika contribue également à quelques morceaux pour le clavier.